# تأثير فلين

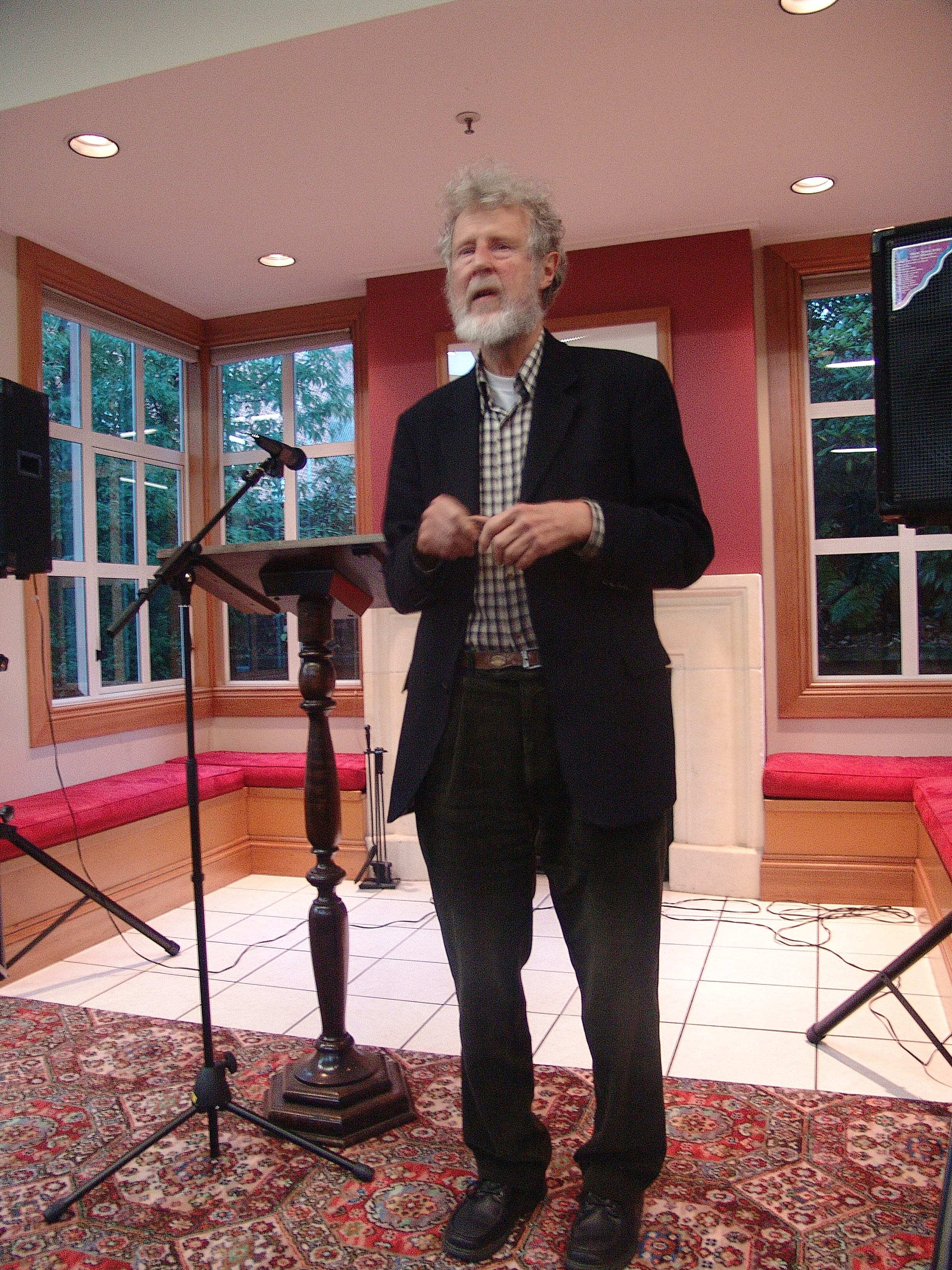

تأثير فلين هو الزيادة الجوهرية والمتواصلة في نتائج اختبارات كل من الذكاء السائل والمتبلور التي قيست في عدة أماكن حول العالم في القرن العشرين. عندما تم جعل اختبارات نسبة الذكاء قياسية باستخدام عينة من آخذي الاختبار، تم تحديد 100 نقطة كمتوسط النتائج اجتماعا مع انحراف معياري يبلغ 15 أو 16 نقطة. عند مراجعة اختبارات نسبة الذكاء من جديد، يتم توحيد القياس من جديد باستخدام عينة جديدة من آخذي الاختبار والولودين حديثا عن العينة الأولى غالبا. من جديد يتم تحديد 100 نقطة كمتوسط النتائج. إلا أنه إذا أخذت العينة الجديدة الاختبارات القديمة، فإنه تقريبا دائما ما يحصلون على نتيجة أعلى من 100 بكثير.
تتزايد نتاج الاختبار باستمرار وبصورة خطية تقريبا منذ أول سنوات الاختبارات وحتى اليوم. بالنسبة لاختبار مصفوفات ريفن المتتابعة، وجدت دراسة نُشرت في عام 2009 أن متوسط نتائج الأطفال البريطانيين ارتفع 14 نقطة من 1942 إلى 2008. تم الكشف عن ارتفاعات مماثلة في العديد من الدول الأخرى والتي تواجدت فيها اختبارات نسبة الذكاء منذ زمن طويل مثل دول أوروبا الغربية واليابان وكوريا الجنوبية.
هناك العديد من الاقتراحات المقدمة لتفسير تأثير فلن، بالإضافة إلى بعض الشكوك حول الآثار المترتبة عليه. تم الكشف عن تحسينات مشابهة في العديد من المعارف الأخرى مثل الذاكرة العرضية والذاكرة الدلالية. يقترح بعض الباحثين أنه هناك تأثير فلن معاكس أي انحدار في نتائج اختبارات نسبة الذكاء، في النرويج والدنمارك وأستراليا وبريطانيا وهولندا والسويد وفنلندا وفرنسا والدول المتحدثة باللغة الألمانية، التطور الذي بدأ في التسعينات.

## أصل المصطلح
تمت تسمية تأثير فلن على اسم جيمس فلن الذي فعل الكثير لتوثيق هذا التأثير وتعزيز الوعي حول تضميناته والآثار المترتبة عليه. صاغ المصطلح ريتشارد هيرنشتاين وتشارلز موراي، مؤلفا كتاب جرس المنحى. على الرغم من أن الاسم العام للظاهرة –الذي لا يشير إلى أي باحث- هو «الارتفاع العلماني في نتائج نسبة الذكاء»، إلا أن العديد من الكتب والمراجع في علم النفس اتبعت خطة هيرنشتاين وموراي في تسمية الظاهرة تأثير فلن.

## الارتفاع في نسبة الذكاء
يتم تحديث اختبارات نسبة الذكاء دوريا. على سبيل المثال، تم تطوير مقياس وكسلر لذكاء الأطفال لأول مرة في سنة 1949، وتم تحديثه في 1974 و1991 و2003 ومرة أخرى في 2014. تم التوصل إلى توحيد معياري للإصدارات المراجعة بناء على أداء آخذي الاختبار في العينات الموحدة معياريا. يمكن تعريف نتيجة موحدة لنسبة الذكاء والتي تبلغ 100 نقطة بأنها الأداء المتوسط للعينة الموحدة. لذا فإن أحد الطرق لرؤية التغيرات في المتوسط مع مرور الزمن هو القيام بدراسة يقوم فيها نفس آخذي الاختبار بأخذ نسخة قديمة وأخرى جديدة من نفس الاختبار. عن طريق القيام بذلك، يمكننا تأكيد نتائج نسبة الذكاء مع مرور الزمن. تقدم بعض اختبارات نسبة الذكاء –على سبيل المثال الاختبارات المستخدمة في الاختبارات العسكرية لدول حلف شمال الأطلسي في أوروبا- نتائج جافة، ولكن هذه الاختبارات تؤكد أيضا على ارتفاع النتائج بمرور الزمن. يبدو أن المعدل المتوسط للارتفاع يبلغ ثلاث نقاط لكل عقد في الولايات المتحدة كما قاستها اختبارات وكسلر. على ما يبدو فإن ارتفاع الأداء في الاختبارات مع مرور الوقت موجود في كل أنواع الاختبارات الكبرى، وفي كل الأعمار، وعند كل مستويات القدرات المختلفة، وفي كل دولة صناعية حديثة، على الرغم من أن ليس بالضرورة بنفس المعدل الموجود في الولايات المتحدة. كان الارتفاع مستمرا وخطيا من أيام الاختبار الأولى وحتى نهاية التسعينات. على الرغم من أن التأثير مرتبط أكثر بالارتفاع في نسبة الذكاء، إلا أنه هناك تأثير مماثل مع ارتفاع في انتباه الذاكرة الدلالية والذاكرة العرضية.
قدّر أولريك نايسر ان استخدام قيم نسبة الذكاء لعام 1997 -متوسط نسبة الذكاء في الولايات المتحدة في 1932- بلغت 80 لأول تقديرات لاختبار ستانفورد بينيت للذكاء. قال نايسر أن «نتائج الاختبارات تتصاعد بالتأكيد في جميع أنحاء العالم، ولكن ما يبقى ما إذا كان الذكاء نفسه ارتفع أملا أمرا مثيرا للجدل».
اكتشف تراهان في 2014 أن التأثير يبلغ حوالي 2.93 نقطة لكل عقد، بناء على كل من اختبار ستانفورد بينيت واختبار وكسلر، كما لم يجدوا أي دليل على أن التأثير يتلاشى. في المقابل، أورد بيتشنيغ وفوراسك في 2015 في تحليلهما للدراسة المتضمنة 4 ملايين مشارك أن تأثير فلن انخفض في العقود الحديثة، كما أوردا أن مقدار التأثير كان مختلفا لأنواع مختلفة من الذكاء («0.41 و0.30 و0.28 و0.21 نقطة نسبة ذكاء سنوية للأداء في اختبار نسبة الذكاء السيولي والمكاني والشامل والبلوري على التوالي»)، وأن التأثير كان أقوى في البالغين من الأطفال.
وجد ريفين في سنة 2000 –كما اقترح فلن- أنه لا بد من إعادة تفسير البيانات التي تم تفسيرها بأنها تُظهر انخفاضا في العديد من القدرات مع زيادة العمر، حيث ستُظهر ارتفاعا في هذه القدرات منذ تاريخ الميلاد. حدث ذلك في عدة اختبارات على كافة مستويات القدرات.
وجدت بعض الدراسات أيضا أن المكتسبات في تأثير فلن تتركز بصورة خاصة عند النهاية السفلى من التوزيع. وجد تيسديت وأوين في 2009 –على سبيل المثال- أن التأثير يقلل من النتائج المرتفعة نسبيا، مع انعدام أي ارتفاع في النتائج المرتفعة جدا. في دراسة أخرى، تم تقييم عينتين كبيرتين من الأطفال الإسبان مع 30 سنة فارق بين فترة الاختبارين. أشارت المقارنة بين توزيعات نسبة الذكاء إلى أن نتائج نسبة الذكاء المتوسطة في الاختبار ارتفعت 9.7 نقطة (تأثير فلن)، وأن المكتسبات تركزت في النصف السفلي من التوزيع مع اختلافات طفيفة في النصف العلوي، وأن المكتسبات تناقصت تدريجيا مع ارتفاع نسبة الذكاء لهؤلاء الأفراد. وجدت بعض الدراسات أيضا أن تأثير فلن العكسي موجود مع انحدار في نتائج ذوي نسب الذكاء المرتفعة.
في 1987، مال فلن إلى الجانب القائل بأن الارتفاعات الكبيرة جدا تشير إلى أن اختبارات نسبة الذكاء لا تقيس الذكاء بل تقيس نوعا صغيرا من «القدرة المجردة على حل المشاكل» مع أهمية عملية قليلة. جادل فلن أنه إن لم تكن مكتسبات نسبة الذكاء لا تعكس ارتفاعا في الذكاء، كان ليكون هناك تغيرات مترتبة على مجتمعنا وهي تغيرات لم نلحظها. لم يعد فلن يؤيد هذا الرأي عن الذكاء وقام منذ ذلك الحين بتطوير وتحسين رؤيته بخصوص ما يعنيه ارتفاع نسبة الذكاء.

### ما قبل منشورات فلن
كشف الفاحصون السابقون عن ارتفاعات في نتائج اختبارات نسبة الذكاء الأولية في بعض الدراسات المنشورة، ولكنها لم تنشر دراسات عامة لهذه القضية على وجه الخصوص. تحدث المؤرخ دانيل كالهون سابقا عن الأدب النفسي في نتائج نسبة الذكاء في كتابه ذكاء الناس (1973). جذب ر. ل. ثورندايك الانتباه إلى الارتفاع في نتائج اختبار ستانفورد بينيت في مقالة في 1975 عن تاريخ اختبارات الذكاء.

### الذكاء
هناك جدال عن ما إذا كان الارتفاع في نتائج نسبة الذكاء يشير أيضا إلى ارتفاع في الذكاء العام، أم يشير فقط إلى ارتفاع في المهارات الخاصة المرتبطة باختبارات نسبة الذكاء. لأن الأطفال يذهبون إلى المدرسة وقتا أطول الآن وأصبحوا معتادين أكثر بكثير مع مواد الاختبارات المرتبطة بالمدرسة، فمن الطبيعي أن نتوقع حدوث المكتسبات الأكبر في مثل هذه الاختبارات المرتبطة بالمدرسة مثل اختبارات المفردات والحسابيات أو المعلومات العامة. إلا أن الواقع عكس ذلك: شهدت القدرات المماثلة مكتسبات صغيرة نسبيا وحتى انخفاضات مع مرور السنوات. تشير التحليلات إلى أن تأثير فلن يحدث في الاختبارات المرتبطة بكل من القدرات السيولية والبلورية. على سبيل المثال، اكتسب المجندون الهولنديون 21 نقطة في خلال ثلاثين عاما، أو سبع نقاط في العقد الواحد بين عامي 1952 و1982.إلا أن الارتفاع في نتائج نسبة الذكاء لا يفسر بوضوح الارتفاع في الذكاء العام. أظهرت الدراسات أنه في حين تحسنت نتائج الاختبارات مع مرور الوقت، إلا أن التحسينات ليست مرتبطة بشكل مباشر بالعوامل الأخيرة المرتبطة بالذكاء. أظهر روشتون أن المكتسبات في نسبة الذكاء مع مرور الزمن (تأثير لين-فلن) ليست مرتبطة بها. بينما أظهر باحثون آخرون أن مكتسبات نسبة الذكاء التي يصفها تأثير فلن ترجع إلى ارتفاع الذكاء من ناحية، وإلى ارتفاع مهارات الاختبارات من ناحية أخرى. بالإضافة إلى المكتسبات في نتائج نسبة الذكاء، تم الكشف عن انحدارات علمانية في «السرعة الذهنية والذاكرة الرقمية الرجعية واستخدام الكلمات الصعبة وحدة الألوان، وكل هذا مرتبط بالذكاء».

## تفسيرات مقترحة
اقترحت دراسة في عام 2017 قام بها 75 خبيرا في مجال أبحاث الذكاء أن هناك أربعة أسباب مفتاحية لتأثير فلن: صحة أفضل وتغذية أفضل وتعليم أكثر وأفضل وارتفاع معدلات المعيشة. كانت التغيرات الجينية تعتبر غير مهمة. اتفقت آراء الخبراء مع تحليل شامل تم بصورة مستقلة عن بيانات تأثير فلن المنشورة، غير أن الأخير وجد أن سرعة تاريخ الحياة هي العامل الأهم.
فسرت دراسة الخبراء النهاية المحتملة أو الانحدار في تأثير فلن بسبب الخصوبة غير المتناسقة الناتجة عن تأثيرات جينية أو الهجرة أو الخصوبة غير المتناسقة الناتجة عن تأثيرات الوسائل الاجتماعية والانحدار في مستوى التعليم وتأثير وسائل الإعلام.

### المدرسة والتعود على الاختبارات
ارتفعت فترة الدراسة في المدرسة مع مرور الزمن. أحد المشاكل في هذا التفسير هو أنه في الولايات المتحدة عند مقارنة المواضيع القديمة والأحدث مع المستويات التعليمية المشابهة، فإن مكتسبات نسبة الذكاء تبدو ثابتة في كل مجموعة مشابهة عند النظر لكل منها بمفرده.
وجدت عدة دراسات أن الأطفال الذين لا يذهبون إلى المدرسة يحصلون على نتائج أقل بوضوح في الاختبارات من أقرانهم الذين يحضرون باستمرار. أثناء الستينات عندما أغلقت مقاطعة فيرجينيا المدارس العامة لتجنب الاندماج العرقي، كانت المدارس الخاصة القوقازية متاحة فقط للأطفال القوقازيين. في المتوسط، كانت نتائج الطفل الأفريقي الأمريكي الذي لا يستقبل أي تعليم رسمي أثناء هذه الفترة أقل بمعدل بلغ حوالي ست نقاط لكل سنة.
تفسير آخر هو زيادة تعود السكان عموما على الاختبارات.على سبيل المثال، عادة ما يحصل الأطفال الذين يدخلون نفس اختبار نسبة الذكاء على خمس أو ست نقاط. إلا أن ذلك يضع حدا أعلى على تأثيرات تعقيد الامتحان. أحد مشاكل هذا التفسير وغيره من التفسيرات المرتبطة بالتعليم المدرسي هو أنه في الولايات المتحدة تُظهر العائلات التي تعودت أكثر على الامتحانات ارتفاعا أقل في نتائج نسبة الذكاء.

### البيئة الأكثر تحفيزا بشكل عام
نظرية أخرى هي أن البيئة العامة اليوم أكثر تعقيدا وتحفيزا بكثير. أتى أحد أكثر التغيرات وضوحا في القرن العشرين في البيئة العقلية البشرية من زيادة التعرض لأنواع مختلفة من وسائل الإعلام البصرية. من الصور على الجدران إلى الأفلام إلى التلفاز إلى ألعاب الفيديو إلى الحواسيب. كل جيل متتابع يتعرض لوسائل إعلام بصرية أغنى من الجيل السابق له وربما أصبح أكثر تعودا على التحليل البصري. قد يفسر هذا لماذا تُظهر الاختبارات البصرية (مثل اختبار ريفين) المكتسبات الأكبر. قد يفسر الزيادة في نوع معين من الذكاء لماذا لم يسبب تأثير فلن «نهضة ثقافية أكبر من أن نغفل عنها».

### التغذية
سبب محتمل آخر هي التغذية الأفضل. البالغ المتوسط اليوم في أحد الدول الصناعية أطول من نظيره البالغ منذ قرن. هذا التغير في الطول يرجع غالبا إلى التحسينات العامة في التغذية والصحة والتي بلغت أكثر من سنتيمتر في العقد الواحد. تقترح البيانات المتاحة أن هذه المكتسبات يصاحبها زيادة مماثلة في حجم الرأس وزيادة مماثلة في حجم الدماغ، مما قد يفسر تأثير فلن والتحسن في اختبارات الذكاء بشكل عام.